# (948) Jucunda
(948) Jucunda – planetoida z pasa głównego asteroid okrążająca Słońce w ciągu 5 lat i 107 dni w średniej odległości 3,04 au. Została odkryta 3 marca 1921 roku w Landessternwarte Heidelberg-Königstuhl w Heidelbergu przez Karla Reinmutha. Nazwa pochodzi od imienia żeńskiego. Przed nadaniem nazwy planetoida nosiła oznaczenie tymczasowe (948) 1921 JE.